# Allomyia delicatula
Allomyia delicatula är en nattsländeart som beskrevs av Levanidova, Arefina in Levanidova, Arefina och Kuhara 1995. Allomyia delicatula ingår i släktet Allomyia och familjen Apataniidae. Inga underarter finns listade i Catalogue of Life.